# Barrio Escopeta
Barrio Escopeta är en ort i Mexiko.   Den ligger i kommunen Eloxochitlán de Flores Magón och delstaten Oaxaca, i den sydöstra delen av landet, 270 km sydost om huvudstaden Mexico City. Barrio Escopeta ligger 1 400 meter över havet och antalet invånare är 155.
Terrängen runt Barrio Escopeta är kuperad åt sydväst, men åt nordost är den bergig. Runt Barrio Escopeta är det tätbefolkat, med 369 invånare per kvadratkilometer. Närmaste större samhälle är Huautla de Jiménez, 7,0 km sydost om Barrio Escopeta. I omgivningarna runt Barrio Escopeta växer i huvudsak städsegrön lövskog.